# Carrie Mathison
Caroline Anne "Carrie" Mathison è la protagonista della serie televisiva Homeland - Caccia alla spia (Homeland) sviluppata da Alex Gansa e Howard Gordon. Il personaggio è interpretato da Claire Danes.

## Personaggio
Carrie Mathison è nata il 5 aprile 1979 nel Maryland. Mentre lavorava come insegnante per studenti arabi alla Princeton University, è stata reclutata nella CIA dall'agente veterano Saul Berenson. Carrie e Saul sviluppano uno stretto rapporto di collaborazione che dura fino al momento in cui lei inizia la sua indagine su Nicholas Brody. Carrie ha avuto un rapporto sessuale con il direttore CTC David Estes, il suo futuro capo, che ha contribuito alla rottura del matrimonio dell'uomo. A partire dall'età di 22 anni, Carrie è alle prese con un disturbo bipolare, a causa del quale assume segretamente della clozapina fornitale da sua sorella maggiore Maggie.
Poco prima dell'inizio della serie Carrie era un agente sul campo in Iraq. Qui si è infiltrata in una prigione irachena per incontrare una risorsa della CIA tenuta prigioniera di nome Hasan Ibrahim, che diceva di avere informazioni riguardo ad un imminente attacco terroristico agli Stati Uniti. Poco prima della sua esecuzione, Hasan ha detto a Carrie che un prigioniero di guerra americano si è convertito alla causa di Abu Nazir, un terrorista di al-Qaeda. I rapporti non autorizzati di Carrie con Hasan hanno causato un incidente diplomatico internazionale che ha portato Estes a riassegnare la donna al Centro Antiterrorismo della CIA a Langley in Virginia.

## Accoglienza

### Critica
Hank Stuever di The Washington Post, in occasione della sua raccolta delle serie televisive partite nell'autunno 2011, ha detto che Carrie Mathison era "il personaggio femminile più forte della prima stagione". Todd VanDerWerff di The A.V. Club ha definito Carrie il suo nuovo personaggio preferito della stagione televisiva 2011, facendo notare il modo in cui si attacca a tutto con sconsiderato abbandono.
Nella lista di Digital Spy dei 25 migliori personaggi televisivi del 2012, Carrie Mathison è stata classificata seconda.

### Premi
Per l'interpretazione di Carrie Mathison nella prima stagione di Homeland - Caccia alla spia, Claire Danes ha ricevuto l'Emmy Award alla Miglior attrice in una serie drammatica. Ha anche vinto il Golden Globe alla Miglior attrice in una serie drammatica, il TCA Award al Miglior successo individuale in una serie drammatica, il Critics' Choice Television Award alla Miglior attrice in una serie drammatica e il Satellite Award alla Miglior attrice in una serie drammatica.
Per la seconda stagione, la Danes ha vinto una seconda volta il Golden Globe alla Miglior attrice in una serie drammatica, il Satellite Award alla Miglior attrice in una serie drammatica e l'Emmy Award alla Miglior attrice in una serie drammatica. Inoltre ha vinto il Screen Actors Guild Award alla Migliore attrice in una serie drammatica.